# Liste der Bodendenkmale in Ratzeburg
In der Liste der Bodendenkmale in Ratzeburg sind die Bodendenkmale der Stadt Ratzeburg nach dem Stand der Bodendenkmalliste des Archäologischen Landesamts Schleswig-Holstein von 2016 aufgelistet. Die Baudenkmale sind in der Liste der Kulturdenkmale in Ratzeburg aufgeführt.
| Denkmal-ID           | Befundart          | Bezeichnung                                               | Zeitstellung                            | Lage                                                       | Bemerkungen | Bild |
| -------------------- | ------------------ | --------------------------------------------------------- | --------------------------------------- | ---------------------------------------------------------- | ----------- | ---- |
| aKD-ALSH-Nr. 000 863 | Befestigung > Burg | Burg/Motte/Ringwall/Turmhügel „Schlosshöhe“, „Marienhöhe“ | Mittelalter                             |                                                            |             |      |
| aKD-ALSH-Nr. 000 864 | Befestigung > Burg | Burg/Motte/Ringwall/Turmhügel „Müggenburg“                | Mittelalter                             | zwischen Ratzeburg und Salem am Westrand des Salemer Moors |             |      |
| aKD-ALSH-Nr. 000 865 | Befestigung > Wall | Landwehr/Wall/Schanze/Panzergraben                        | Frühgeschichte, Neuzeit, Zeitgeschichte |                                                            |             |      |